# 森脇大五郎
森脇 大五郎（もりわき だいごろう、1906年10月12日 - 2000年4月25日）は、日本の生物学者。理学博士（1938年）。旧・東京都立大学名誉教授。専門は集団遺伝学。

## 略歴
1906年に大阪府で生まれる。東京帝国大学を卒業後、府立高等学校教授となる。1938年　東京大学理学博士　「The genetics of some mutant character in Drosopila ananassae(アナナス猩々蠅に於ける突然変異形質の遺伝)」。 1946年-1950年に校長に就任し、戦後の改編の中で東京都立大学附属高等学校校長を務める。1949年に東京都立大学教授となった。後東京都立大学学長にも就任した。1956年日本遺伝学会賞受賞。1969年-1975年に第3代国立遺伝学研究所所長を務め、1975年-1979年に理化学研究所の理事を歴任した。

## 人物
専門の遺伝学では、ショウジョウバエを使った研究により細胞質遺伝や数多くの突然変異を発見するなど遺伝学者として活躍。
1955年（昭和30年）には皇居に招かれて生物学に関する合同進講に出席し、「遺伝 ショウジョウ蝿の集団遺伝」と題する進講も行った。
その後、日本ショウジョウバエ研究会では若手研究者奨励の森脇大五郎賞を創設したほか、日本遺伝学会会長、日本動物学会名誉会員、日本放射線学会名誉会員を歴任した。
作家の童門冬二が都庁で課長に就任した頃に、東京都立大学理学部の事務長を務めており、その際に理学部長であった森脇は「理学部というのは原理を教えるところだ。そして工学部というのは応用を教えるところだよ。これは両方大事なんだ。たとえて言えば、川は美しくなければいけないと教えるのが理学部なんだ。しかし、どうすれば美しくなるか、あるいは美しく保てるか、こういうことを考えるのは工学部なんだよ。だから、理論と原理と応用、両方とも大事なんだよ」と述べたという。
兄に造園家の森脇竜雄、子息に森脇和郎（総合研究大学院大学教授）がいる。

## 著書
- 『ショウジョウバエの遺伝と実験』（編著、駒井卓、培風館、1952年）
- 『放射線生物学』（監修、玉木英彦・村地考一、裳華房、1959年）
- 『細胞・遺伝』（監修、小野記彦編、中山書店、1966年）
- 『ショウジョウバエの遺伝実習』（編著、培風館、1979年）
- 『現代生物学大系』（監修、沼野井春雄・八杉龍一、相見霊三・飯塚廣・小野記彦編、中山書店、1986年）
- 『遺伝学ノート』（単著、学会出版センター、1988年）

## 論文
- 国立情報学研究所収録論文 国立情報学研究所
- Imai, Y.; Moriwaki, D. (1936), “A probable case of cytoplasmic inheritance in man: A critique of leber's disease”, Journal of Genetics 33 (2):  163-167

- Moriwaki, D. (1936), “A case of 50 per cent crossing-over in the male drosophila”, Nature 138 (3479):  34

- Moriwaki, D. (1938), “A high ratio of crossing over in drosophila ananassae”, Zeitschrift Für Induktive Abstammungs- Und Vererbungslehre 74 (1):  17-23

- Moriwaki, D. (1935), “Some mutant characters in drosophila ananassae”, Genetica 17 (1-2):  32-46